# 1959 na televisão
Nesta página encontram-se os fatos, estreias e términos sobre televisão que aconteceram durante o ano de 1959.

## Eventos

### Junho
- 30 de junho — Entra no ar a TV Continental no Rio de Janeiro, e junto com ela, a novidade do videotape no Brasil.[1]

### Dezembro
- 20 de dezembro — A televisão chega ao estado brasileiro do Rio Grande do Sul e entra no ar a TV Piratini, emissora própria da Rede Tupi em Porto Alegre.

## Programas

### Janeiro
- 8 de janeiro — Estreia Doutor Jivago na TV Record.

### Abril
- 16 de abril — Termina Doutor Jivago na TV Record.

## Nascimentos
| Data            | Nome              | Profissão                                                 | Nacionalidade         | Observações | Ref   |
| --------------- | ----------------- | --------------------------------------------------------- | --------------------- | ----------- | ----- |
| 21 de janeiro   | Paulo Miklos      | cantor e ator                                             | Brasil                |             |       |
| 1 de fevereiro  | Élida L'Astorina  | atriz e dubladora                                         | Brasil                |             |       |
| 11 de fevereiro | Rodolfo Bottino   | ator                                                      | Brasil                | m. 2011     | [ 2 ] |
| 17 de fevereiro | Elia Júnior       | jornalista e apresentador de televisão                    | Brasil                |             |       |
| 21 de fevereiro | Werner Schünemann | ator e cineasta                                           | Brasil                |             |       |
| 5 de março      | Milton Leite      | jornalista e locutor esportivo                            | Brasil                |             |       |
| 18 de março     | Irene Cara        | atriz e cantora                                           | Estados Unidos        | m. 2022     | [ 3 ] |
| 9 de abril      | Ernesto Paglia    | jornalista                                                | Brasil                |             |       |
| 9 de abril      | Sheila Dorfman    | atriz e dubladora                                         | Brasil                |             |       |
| 10 de abril     | Gugu Liberato     | apresentador de televisão, empresário, ator e cantor      | Brasil                | m. 2019     | [ 4 ] |
| 16 de maio      | Paulo Gorgulho    | ator                                                      | Brasil                |             |       |
| 28 de maio      | Elói Zorzetto     | jornalista                                                | Brasil                |             |       |
| 20 de junho     | Otávio Mesquita   | apresentador                                              | Brasil                |             |       |
| 30 de junho     | Victor Wagner     | ator                                                      | Brasil                |             |       |
| 24 de julho     | Giulio Lopes      | ator                                                      | Brasil                |             |       |
| 29 de julho     | Gilberto Lima     | jornalista                                                | Brasil                |             |       |
| 12 de setembro  | Clarice Niskier   | atriz                                                     | Brasil                |             |       |
| 26 de setembro  | Flávio Guarnieri  | ator                                                      | Portugal · Brasil     | m. 2016     | [ 5 ] |
| 3 de outubro    | Jack Wagner       | ator e cantor                                             | Estados Unidos        |             |       |
| 4 de novembro   | César Évora       | ator                                                      | México · Cuba (nasc.) |             |       |
| 10 de novembro  | Marcelo Tas       | diretor, apresentador, escritor e roteirista de televisão | Brasil                |             |       |
| 19 de novembro  | Leila Lopes       | atriz, jornalista e apresentadora de televisão            | Brasil                | m. 2009     | [ 6 ] |
| 31 de dezembro  | Val Kilmer        | ator                                                      | Estados Unidos        | m. 2025     | [ 7 ] |

## Mortes
| Data | Nome | Profissão | Nacionalidade | Observações | Ref |
| ---- | ---- | --------- | ------------- | ----------- | --- |